# João Eduardo Lobo de Moura
João Eduardo Lobo de Moura (Lisboa, 29 de Março de 1840 — Ponta Delgada, Açores, 5 de Junho de 1903) foi um intelectual português, formado em Direito pela Universidade de Coimbra.Foi membro do Cenáculo e manteve uma importante acção no contexto da Geração de 70 e dos movimentos culturais dos últimos anos do século XIX em Portugal.

## Biografia
Nasceu em Lisboa, filho do diplomata e político João António Lobo de Moura, 1.º visconde de Moura e de Ana Isabel Pusich, irmã de Antónia Pusich.